# Сан Теодоро (Сицилия)
Вижте пояснителната страница за други значения на Сан Теодоро.
Сан Теодо̀ро (на италиански: San Teodoro; на сицилиански: u Casali, у Казали) е село и община в Южна Италия, провинция Месина, автономен регион и остров Сицилия. Разположено е на 1182 m надморска височина. Населението на общината е 1420 души (към 2011 г.).